# Frankie & Johnny
För långfilmen från 1966, se Frankie and Johnny. För soundtracket till nämnda film, se Frankie and Johnny (musikalbum).
Frankie & Johnny är en amerikansk långfilm från 1991, regisserad av Garry Marshall och med Michelle Pfeiffer och Al Pacino i de bärande rollerna.
Filmen hade urpremiär i USA den 11 oktober 1991 och svensk premiär den 24 januari 1992.

## Synopsis
Johnny (Al Pacino) har just muckat från en fängelsevistelse och söker arbete; han får anställning på en lokal restaurang som kock. Där möter han Frankie (Michelle Pfeiffer), som arbetar som servitris. Johnny har svårt att ta ögonen från Frankie och föreslår ganska omedelbart en date, men hon tackar nej. Istället går han i säng med en av Frankies kolleger och vänner, Cora, vilket vill visa sig bli en engångsföreteelse. Johnny bedyrar sin kärlek till Frankie och vill göra allt för att hon ska fånga hans uppmärksamhet, och Frankie i sin vilsenhet tar råd av ett gaypar med Tim som den mest tröstande, som bor granne med henne om hur hon ska förhålla sig, speciellt när Johnny vill ta med henne ut på ett party, till Nick (restaurangens ägare), som fyller år. Hon är ömsom sval och ömsom varm, beroende på hennes tidigare, vill det senare visa sig, bistra förhållande. Men Johnnys engagemang gör henne både förvånad och misstänksam, vilket leder till många verbala kontroverser. Frankie är rädd och har svårt att våga satsa på ett förhållande. Speciellt som det framkommer att hon misshandlas av sin fd man. 

## I rollerna
- Michelle Pfeiffer – Frankie
- Al Pacino – Johnny
- Hector Elizondo – Nick
- Kate Nelligan – Cora
- Nathan Lane – Tim